# Municipio de Jackson (condado de Will)
El municipio de Jackson (en inglés, Jackson Township) es una subdivisión administrativa del condado de Will, Illinois, Estados Unidos. Según el censo de 2020, tiene una población de 3898 habitantes.

## Geografía
Está ubicado en las coordenadas 41°24′51″N 88°5′0″O / 41.41417, -88.08333 (41.414206, -88.083462).  Según la Oficina del Censo de los Estados Unidos, tiene una superficie total de 93.69 km², de la cual 93.67 km² corresponden a tierra firme y 0.02 km² es agua.

## Demografía
Según el censo de 2020, hay 3898 personas residiendo en la zona. La densidad de población es de 41,61 hab./km². El 87.79% son blancos, el 2.80% son afroamericanos, el 0.33% son amerindios, el 0.44% son asiáticos, el 0.05% son isleños del Pacífico, el 3.08% son de otras razas y el 5.52% son de una mezcla de razas. Del total de la población, el 9.75% son hispanos o latinos de cualquier raza.